# Heaven (cântec de Jay Z)
„Heaven” este un cântec înregistrat de rapper-ul american Jay-Z de pe al doisprezecelea lui album Magna Carta Holy Grail (2013), o colaborare cu artistul american Justin Timberlake. 